# Thomas Kindig
Thomas Kindig (* 16. Oktober 1996 in Mödling) ist ein österreichischer Fußballspieler.

## Karriere
Kindig begann seine Karriere bei Admira Wacker Mödling. 2012 wechselte er zum SC Wiener Neustadt. Sein Profidebüt gab er am 13. Spieltag der Saison 2015/16 gegen die Kapfenberger SV.
Nach der Saison 2016/17 verließ er die Wiener Neustädter und wechselte zum Regionalligisten First Vienna FC. Die Vienna wurde im Jänner 2018 in die fünftklassige 2. Landesliga versetzt, dennoch blieb Kindig beim Verein. Mit den Döblingern stieg er 2019 in die Wiener Stadtliga auf. Zur Saison 2020/21 wechselte er zum Ligakonkurrenten Union Mauer. Mit Mauer stieg er 2024 in die Regionalliga Ost auf.